# INTERPARK
INTERPARK株式会社成立于1996年，是韩国第一家大型综合网络购物商城。意为Internet Theme Park（网络主题公园）。
主要销售产品为影像家电、生活家电、电脑与电脑周边商品、时尚韩装、名品饰品、化妆品、运动有关商品、家具、生活与健康用品、食品类、婴幼儿商品、图书、预售门票、旅行商品等。

## 历史
1995年11月从Dacom公司的小社长制度推出INTERPARK。1996年6月推出网站开始开拓电子商务市场。1999年7月1日在科斯达克上市。